# Stade national de Maputo
Pour les articles homonymes, voir Stade national.
 (avril 2025).
Si vous disposez d'ouvrages ou d'articles de référence ou si vous connaissez des sites web de qualité traitant du thème abordé ici, merci de compléter l'article en donnant les références utiles à sa vérifiabilité et en les liant à la section « Notes et références ».
Le Stade national (en portugais, Estádio National, également connu comme stade du Zimpeto) est un stade de football et d'athlétisme, inauguré le 23 avril 2011 à Maputo au Mozambique, dans le quartier du Zimpeto.

## Histoire
Sa construction a coûté 65 millions de dollars américains, essentiellement financés par le gouvernement chinois. 
Il peut accueillir jusqu'à 42 000 spectateurs et a été un des sièges principaux des Xe Jeux africains de 2011. Les 4es Jeux de la Lusophonie y seront organisés en 2017.